# Affaire relative à certaines terres à phosphate à Nauru
L'affaire relative à certaines terres à phosphate à Nauru est un litige inter-étatique concernant l'exploitation du phosphate à Nauru et ayant opposé ce dernier à l'Australie. Le cas fut porté par Nauru devant la Cour internationale de justice.

## Mémoire de Nauru
Ce mémoire consiste en un rappel de l'histoire de Nauru et de celle de l'exploitation de son phosphate par diverses compagnies minières. L'Australie s'y voit accusée de n'avoir pas suffisamment rémunéré les Nauruans pour l'exploitation de leur phosphate puis de ne pas avoir mis assez de moyens en œuvre pour réhabiliter les terres ravagées par l'exploitation du minerai et qui couvrent la majeure partie de l'île.

## Contre-mémoire de l'Australie
Dans ce contre-mémoire, l'Australie rappelle qu'elle n'a pas été la seule puissance coloniale de Nauru puisqu'en 1920 comme en 1947, le mandat sur l'île, confié une première fois par la Société des Nations et une seconde fois par l'Organisation des Nations unies, devait être octroyé au Royaume-Uni, à la Nouvelle-Zélande et à l'Australie. Ces faits rendent caduque, selon l'Australie, une plainte contre ce seul État. Ce mémoire fait aussi mention d'actions en faveur des Nauruans pendant et après la colonisation et tente d'établir que la plainte a lieu trop tardivement après l'indépendance du pays.

## Accord entre les parties
Hors tribunal, l'Australie négocia avec Nauru pour lui verser 107 millions de dollars australiens, soit 85,6 millions de dollars américains, ainsi que 2,5 milliards de dollars australiens sur vingt ans en faveur d'un programme de restauration du centre de l'île. Ce programme, jugé pharaonique, ne fut finalement pas réalisé et l'argent servit au développement économique de Nauru.

### Documentation externe
- (fr) Documents de la procédure devant la Cour internationale de justice